# Xã Tiffin, Quận Defiance, Ohio
Xã Tiffin (tiếng Anh: Tiffin Township) là một xã thuộc quận Defiance, tiểu bang Ohio, Hoa Kỳ. Năm 2010, dân số của xã này là 1.612 người.